# Krakowiak w swojej postaci
Krakowiak w swojej postaci, czyli Śpiewki wiejskie krakowskie. Centuria I. Wydrukowane nakładem konserwatorów dobrego gustu w Kolnie 1754 – anonimowy zbiór pieśni krakowskich wydany w roku 1754.
Podane  miejsce wydania jest fikcyjne. Książeczka zawierała sto jedno-, dwu- lub trzyzwrotkowych krakowiaków zapisanych w gwarowej fonetyce.  Żaden egzemplarz tego wydawnictwa nie zachował się do naszych czasów, nie został też odnotowany bibliograficznie. Treść jego odtworzona została z późniejszych źródeł: rękopiśmiennego odpisu, dokonanego przez anonimowego kopistę i przedruku dokonanego w latach 1820–1825 w Drukarni Uniwersyteckiej w Krakowie. Przedruk ten, zatytułowany Śpiewki wiejskie krakowskie, uzupełniony został o ponad 130 nowych pieśni, w tym m.in. o teksty pochodzenia literackiego.
Krakowiak w swojej postaci jest pierwszym zbiorem pieśni ludowych ziemi krakowskiej, a datę jego wydania uznaje się za formalny początek dziejów folklorystyki tego regionu.